# Morsures mortelles
Pour plus de détails, voir Fiche technique et Distribution.
Morsures mortelles (Silent Predators) est un téléfilm américain réalisé par Noel Nosseck, diffusé en 1999.

## Synopsis
San Catalano, une petite ville de Californie non loin de San Diego, accueille son nouveau chef des pompiers Vic Rondelli. Au même moment, Max Farrington, célèbre promoteur immobilier, inaugure le chantier d'un nouveau complexe résidentiel. La cérémonie est soudainement troublée par la mort d'un jeune garçon qui succombe à une morsure de serpent. Alors que les travaux avancent, des milliers de crotales hybrides particulièrement agressifs et venimeux, sèment la terreur dans toute la ville. Face à l'incrédulité des notables Vic Rondelli devra agir seul pour arrêter l'invasion.

## Fiche technique
- Titre : Morsures mortelles
- Titre alternatif : Morsure (Sortie DVD)
- Titre original : Silent Predators
- Réalisation : Noel Nosseck
- Scénario : John Carpenter, William S. Gilmore, Matt Dorff, Patricia Arrigoni et Fred Brown
- Musique : Michael Tavera
- Photographie : John Stokes
- Montage : Tod Feuerman
- Décors : Jon Dowding
- Costumes : Graham Purcell
- Production : Richard D. Arredondo, Ted Babcock, William S. Gilmore, Leslie Lipton, Robert M. Sertner, Erik Storey, Randy Sutter, Frank von Zerneck et H. Daniel Whitman
- Société de production : Von Zerneck-Sertner Films
- Pays :  États-Unis et  Australie
- Format : Couleurs - 1,85:1 - Dolby Digital - 35 mm
- Genre : Thriller, horreur et science-fiction
- Durée : 91 minutes
- Dates de diffusion : 13 juin 1999 (États-Unis), 1er avril 2000 (France)

## Distribution
- Harry Hamlin : Vic Rondelli
- Shannon Sturges : Mandy Stratford
- Jack Scalia : Max Farrington
- David Spielberg : Maire Parker
- Patty McCormack : Vera Conrad
- Beau Billingslea : George Mitchell
- Phillip Troy Linger : Docteur Matthew Watkins
- David Whitney : Ken
- David Webb : Shérif Howell
- Carolyn Bock : Anita Young
- Beth Champion : Karen
- Sandra Bell : Laura Holden
- Kirsty Boden : Tammy Holden
- Darce Florio : Ami d'Anita
- Paul Tassone : Automobiliste en panne
- Nathalie Roy : Lacey
- Mark Fairall : Jack Kelly
- Dominic Purcell : Routier
- Daniel Murphy : Jake
- Amanda Mires : Madame Parker
- Antonia Murphy : Olivia Porter
- Katy Charles : Femme de la victime
- Tom Betts : Père du garçon qui joue au baseball
- Marc Arena : Kirk
- Michael Langdon : Lance Parker
- John Walkin : Umpire

## Autour du film
- Le tournage s'est déroulé dans le Queensland, en Australie.
- Le scénario est inspiré de Fangs, un vieux script écrit par John Carpenter durant les années 1970.